# كيف تروض تنينك (كتاب)
كيف تروض تنينك (بالإنجليزية: How to Train Your Dragon)‏ هي عبارة عن سلسلة من اثني عشر كتابا مخصصة للأطفال كتبتها الكاتبة البريطانية كريسيدا كويل (بالإنجليزية: Cressida Cowell)‏. تجري حكاية هذه السلسلة في قبيلة الفايكنج وتركز على تجارب هيكاب بطل الرواية الذي تغلب على عقبات كبيرة وعاش مغامرات كثيرة في رحلته ليصبح بطل بصعوبة .
نشرت السلسلة المطبوعة من طرف هودر وستوكتون في المملكة المتحدة، والمطبوعة بواسطة لتل وبراون وشركاؤهما ‏ في الولايات المتحدة الأمريكية.
تم نشر أول كتاب في سنة 2003 وكان آخرها في سنة 2015.